# Manuel Enríquez Salazar
Manuel Enríquez Salazar (* 18. Juni 1926 in Ocotlán/Jalisco; † 26. April 1994 in Mexiko-Stadt) war ein mexikanischer Komponist, Geiger und Musikpädagoge.

## Leben
Enríquez entstammte einer Musikerfamilie. Sie Großvater und sein Vater waren Geiger, und auch drei seiner fünf Geschwister waren Musiker. Er erhielt den ersten Violinunterricht von seinem Vater und war ab 1932 Schüler von Ignacio Camarena in Guadalajara und später von Miguel Bernal Jiménez in Morelia. Nach dem Abschluss eines Studiums im Fach Rechnungswesen an der Universidad Autónoma de Guadalajara absolvierte er 1955–56 ein Masterstudium an der Juilliard School, wo seine Lehrer Ivan Galamian, Louis Persinger, William Primrose, Peter Mennin und mit besonderem Einfluss auf sein späteres Schaffen Stefan Wolpe waren.
1958 kehrte er nach Mexiko zurück und wurde Zweiter Geiger des Orquesta Sinfónica Nacional. Anfang der 1960er Jahre spielte er als Solist zahlreiche Uraufführungen von Werken zeitgenössischer Komponisten. Mit Luz Vernova, Gilberto García und Sally Van den Berg gründete er 1963 das Cuarteto México, mit dem er 1973 und 1975 internationale Tourneen unternahm. 1971 erhielt er ein Guggenheim-Stipendium, das ihm die Arbeit im Columbia-Princeton Electronic Music Center und ähnlichen Einrichtungen in Europa ermöglichte.
Im Jahr 1979 gründete er das Foro Internacional de Música Nueva, das er bis zu seinem Tod 1994 leitete. Daneben war er Leiter der Musikabteilung und Mitglied der pädagogisch-musikalischen Kommission des Instituto Nacional de Bellas Artes (INBA), Direktor des Conservatorio Nacional de Música und des Centro Nacional de Investigación, Documentación e Información Musical Carlos Chávez (CENIDIM) und Vorstandsmitglied der Sociedad de Autores y Compositores de México.
Sein kompositorisches Werk umfasst mehr als 150 Titel, darunter neben sinfonischen Werken, Instrumentalkonzerten und Kammermusik auch elektroakustische Werke und Filmmusik. Für sein Wirken wurde er u. a. mit dem Premio "Elías Sourasky" (überreicht von Luis Echeverría Álvarez) und dem Premio Nacional de Arte (überreicht von Miguel de la Madrid Hurtado) ausgezeichnet.

## Werke
Orchesterwerke
- Música Incidental
- Suite
- Sinfonía I
- Preámbulo
- Sinfonía II
- Obertura Lírica
- Transición I
- Trayectorias
- Si Libet
- Ixámatl
- Encuentros
- Ritual
- Corriente Alterna
- Raíces
- Fases
- Sonatina
- á Juárez Cantata
- Vivencias Líricas
- Rapsodia Latinoamericana
- Recordando a Juan de Lienas
- Obertura sobre temas de Juventino Rosas
- Un planeta mejor
- Concertino
- Nahuales y Chaneques

Instrumentalkonzerte
- Concierto I
- Poema
- Concierto II
- Concierto
- él y... ellos
- Concierto Barroco
- Interminado Sueño
- Manantial de Soles
- Concierto
- Díptico III
- Piedras del Viento
- Visión de los Vencidos
- Zenzontle
- Concierto

Kammermusik und Solowerke
- Suite
- Cuarteto I
- Sonatina
- Divertimento
- Cuatro Piezas
- Pentamúsica
- Tres Formas Concertantes
- Sonata
- Reflexiones
- Tres Invenciones
- Ambivalencia
- Cuarteto II
- Concierto para 8
- Díptico I
- Móvil II
- Díptico II
- Monologo
- á...2
- Cuarteto III
- Trío
- Tlachtli
- Tzicuri
- En Prosa
- Oboemia
- Cuarteto IV
- Poemario
- Políptico
- Palindroma
- Cuarteto V
- Manantial de Soles versión II
- Tlapizalli
- Tres Instantáneas
- Viols II
- Quasi libero
- En Prosa II
- Tercia
- Diálogos
- De acuerdo
- Canto a un dios mineral
- Cuatro piezas v.II
- Tres invenciones v.II

Vokalwerke
- Dos Cantos
- Ego
- Manantial de soles versión II

Werke für Tasteninstrumente
- El elefantito
- A Lápiz
- Módulos
- Móvil I
- Enlaces
- Para Alicia
- Con Anima
- Imaginario
- Once upon a Time
- 1 x 4
- Hoy de Ayer
- Spinetta con spirito
- Maxienia

elektroakustische Werke
- 3 x Bach
- Viols (Móvil II)
- La reunión de los saurios
- Láser I
- Música para Federico Silva
- Conjuro
- Contravox
- Canto de los Volcanes
- Misa Prehistórica
- Interecos

Filmmusiken
- Tajimara
- Amelia
- El cuarto chino
- Juego de mentiras
- Mariana
- Una señora estupenda
- Trabajar cansa
- Tu, yo...nosotros
- Muñeca Reina
- La bestia acorralada
- Oficio de Tinieblas

Multimediawerke und Schauspielmusiken
- Mixteria
- Trauma
- Del viaje inmóvil
- La casa del sol